# Ornithogalum oreoides
Ornithogalum oreoides är en sparrisväxtart som beskrevs av Constantine Zahariadi. Ornithogalum oreoides ingår i släktet stjärnlökar, och familjen sparrisväxter. Inga underarter finns listade i Catalogue of Life.